# Potamogeton tennesseensis
Potamogeton tennesseensis är en nateväxtart som beskrevs av Merritt Lyndon Fernald. Potamogeton tennesseensis ingår i släktet natar, och familjen nateväxter. Inga underarter finns listade.